# تمرد البحرين
تمرد البحرين المعروف أيضا باسم تمرد 14 أغسطس هو حملة احتجاج لمدة ثلاثة أيام في مملكة البحرين بدأت في 14 أغسطس 2013 في الذكرى الثانية والأربعين لاعلان استقلال البحرين وذكرى مرور عامين ونصف على بداية الاحتجاجات. بدأت الدعوة للاحتجاجات في أوائل يوليو من خلال استيحاء حركة تمرد المصرية التي أدت إلى عزل الرئيس محمد مرسي. قال نشطاء حركة تمرد الذين دعوا من خلال مواقع الشبكات الاجتماعية إلى بحرين حر وديمقراطي وبأن حركتهم سلمية ووطنية وغير طائفية. دعوا إلى العصيان المدني السلمي التدريجي بدءا من 14 أغسطس. اكتسبت الحركة دعم الجمعيات المعارضة ونشطاء حقوق الإنسان بما في ذلك الذين يقبعون في السجن. ومع ذلك حذرت الحكومة مرارا وتكرارا ضد الاحتجاجات واعدة أولئك الذين يشاركون بالإجراءات القانونية والمواجهة القوية. أفاد نشطاء حقوق الإنسان ووسائل الاعلام أن السلطات كثفت حملتها في الأسابيع التي سبقت الاحتجاجات.
في أواخر يوليو دعا الملك حمد لعقد جلسة نيابية خاصة. أيد المجلس الوطني 22 توصية من الحكومة تدعو بعضها إلى تجريد المدانين بارتكاب جرائم إرهابية من جنسيتهم وحظر جميع المظاهرات في العاصمة المنامة. على الرغم من صيحات الأمم المتحدة ومنظمة العفو الدولية وهيومن رايتس ووتش وافق الملك على التوصيات وأصدر مرسومين. طلب رئيس الوزراء من وزرائه تنفيذ التوصيات على الفور وأصدر عدة تحذيرات ضد الاحتجاجات. في الأيام التالية اعتقلت الحكومة ثلاثة مصورين ومدونين اثنين وهما محام وسياسي ومنعت نشطاء حقوق الإنسان والصحفيين من دخول البلاد ورحلت مدرس أمريكي وطوقت مناطق بأكملها بالأسلاك الشائكة. نفت الحكومة اعتقالات استهدفت الناشطين. قبل بضعة أيام أغسطس 14 قال نشطاء كانوا قد تجمعوا بعشرات الآلاف من التوقيعات لدعم الاحتجاجات العالية المتوقعة.
في 14 أغسطس شهد انتشار مكثف من قوات الأمن التي استخدمت الغاز المسيل للدموع ضد من المئات إلى الآلاف من المتظاهرين الذين تجمعوا في عدة مواقع في جميع أنحاء البلاد. أغلقت العديد من المحلات التجارية في استجابة لدعوة حركة تمرد لإضراب عام. ذكر نشطاء المعارضة ووسائل الإعلام عن تجمع أكثر من 60 مظاهرة في جميع أنحاء البلاد. اتهمت المعارضة والعديد من المواطنين السلطات بقطع اتصالات الإنترنت. حجبت الحكومة موقع على شبكة الإنترنت يغطي الاحتجاجات ولكن قدم النشطاء والصحفيين المواطنين تغطية حية على مواقع وسائل الاعلام الاجتماعية واستهدف مجهول موقع الحكومة. قال نشطاء أنه تم اعتقال عشرون متظاهرا على الأقل وجرح عشرة آخرين حالة اثنين منهم خطيرة. نجحت الاجراءات الامنية المشددة في منع احتجاجات واسعة النطاق في المنامة. وقعت في 15 و16 أغسطس احتجاجات أصغر في عدة مواقع استطاعت الشرطة تفريقهم من دون وقوع إصابات.
أشادت حركة تمرد وجمعية الوفاق الوطني الإسلامية الشيعية المعارضة بالاحتجاجات وقالت أنها كانت ناجحة. لكن حكومة البحرين قالت أن الاحتجاجات لم تؤثر على الحياة اليومية. قالت الولايات المتحدة أنها تدعم حرية التعبير وحرية التجمع وأعربت عن قلقها إزاء احتمالات العنف. انقسم المحللين حول أن البعض قال أن الاحتجاجات كانت ضخمة وبين الآخر الذين أكدوا أنهم لم يروا أي تأثير يذكر. انقسموا أيضا عن الأسباب الكامنة وراء عدم وجود احتجاجات حاشدة في المنامة فالبعض يلوم قوات الأمن والبعض الآخر منظمي الاحتجاج.

## الخلفية

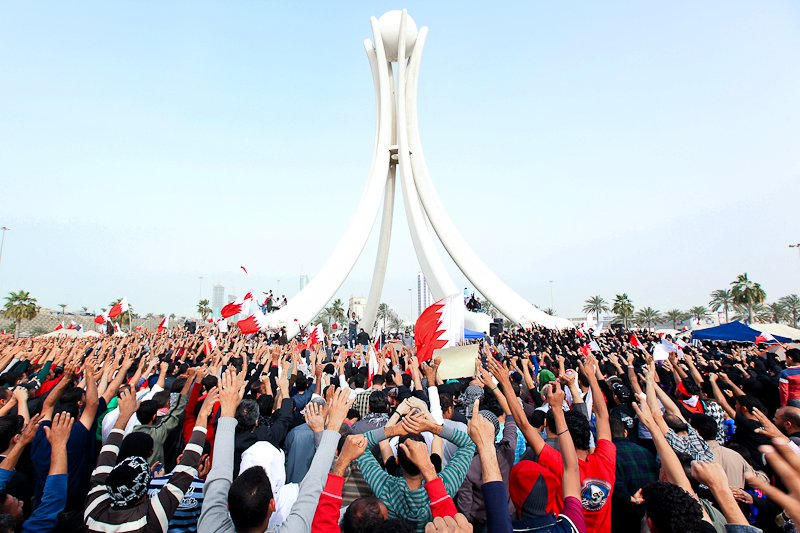
احتجاجات في دوار اللؤلؤة في فبراير 2011

بداية من 14 فبراير 2011 شهدت البحرين احتجاجات مؤيدة للديمقراطية تركزت في دوار اللؤلؤة في العاصمة المنامة كجزء من الربيع العربي الأوسع. ردت السلطات بغارة ليلية في 17 فبراير (يشار في وقت لاحق من قبل المتظاهرين بيوم الخميس الدامي) حيث قتل أربعة متظاهرين وجرح أكثر من 300 شخص. في مارس أعلنت الأحكام العرفية ودخلت قوات درع الجزيرة البلاد. على الرغم من واصلت الحملة الصلبة والحظر الرسمي إلا أن الاحتجاجات استمرت. وفقا للجامعة الدولية لحقوق الإنسان فقد قتل ما لا يقل عن 80 شخصا خلال الاحتجاجات.

## الدعوة إلى التمرد
مستوحاة من حركة تمرد المصرية التي أدت إلى عزل الرئيس محمد مرسي شكل نشطاء المعارضة البحرينية حركة تمرد البحرين يوم 3 يوليو 2013 ودعوا إلى احتجاجات واسعة بدءا من يوم 14 أغسطس وهي الذكرى الثانية والأربعين لعيد استقلال البحرين تحت شعار البحرين تتمرد. يصادف ذلك اليوم أيضا ذكرى مرور عامين ونصف على بداية الاحتجاجات البحرينية. الحركة التي تعرف أيضا باسم تمرد 14 أغسطس حددت نفسها بأنها حركة الدعوة للتوعية والقومية والسيادة والاستقلال والشرعية مع رسالة حب وولاء وإخلاص إلى كل من الشعب البحريني في التمرد ضد السلطات. أحد أعضائها قال أنها حركة شبابية وليست سياسية. وصف مقال رويترز حركة تمرد باسم تجمع فضفاض من نشطاء المعارضة الذين اجتمعوا في أوائل شهر يوليو للدفع باتجاه بحرين حر وديمقراطي من خلال المظاهرات الجماهيرية المناهضة للحكومة الجماهيرية.
حشد نشطاء للحملة عن طريق مواقع الشبكات الاجتماعية مثل الفيسبوك وتويتر للقيام بحركة الاحتجاج. أصدروا البيان الأول لهم في 4 يوليو بعنوان البحرين ترتفع ومتمردو 14 أغسطس واصفين أهدافهم وأسبابهم بإن شعب البحرين يريد أمة تحتضن جميع مواطنيها. نريد بحرين ننتمي إيها جميعا. هذه الحركة هي من أجل الحرية التي اشتاق لها البحرينيين طويلا وقدموا تضحيات كبيرة على مدى عدة عقود من النضال. اتهم البيان السلطات أيضا بمصادرة قيم وحقوق الشعب وتقييد الحركة وأنشطتها.
قال حسين يوسف عضو حركة تمرد البحرين في مقابلة مع فرانس 24 أن الحركة تستخدم كل أنواع المقاومة المدنية السلمية بما في ذلك الدعوة لعصيان مدني تدريجي ابتداء من 14 أغسطس مع بالامتناع عن التسوق والمعاملات التجارية ودفع فواتير الكهرباء. سلط الضوء على احتكار العائلة المالكة الكامل تقريبا على السلطة والجمود السياسي والانتهاكات المستمرة لحقوق الإنسان. أضاف يوسف أن المبادئ الأساسية للحركة كانت سلمية وعدم الإقصاء والاعتراف بحق الشعب في تقرير المصير ودعا السلطات إلى فهم مطالبهم والامتناع عن استخدام العنف ضد المحتجين. نحن نستخدم شعارات وطنية خالصة لا تنتمي إلى أي طائفة أو أيديولوجية معينة. كريسشان ساينس مونيتور ذكرت بأن احتجاجات 14 أغسطس آخر قسط من حركة احتجاج طويلة امتدت لمدة عامين. تم التخطيط للاحتجاجات على أن تستمر لثلاثة أيام.
على إثر تدمير دوار اللؤلؤة في عام 2011 أعلنت حركة تمرد عن خططهم لتنظيم احتجاجات سلمية في تسعة مواقع مختلفة وكلها في الشوارع في المنامة على الأغلب. أحد الاحتجاجات تم التخطيط له بالقرب من سفارة الولايات المتحدة البلد الذي طالبه المحتجون بأن يستخدم نفوذه لمنع حملة الحكومة وحماية المظاهرات التي قالوا عنها بأنها كانت المسؤولية الأخلاقية للولايات المتحدة حيث نحن نأمل أن ننقل قلقنا العميق إلى وزارة الخارجية الأمريكية والكونغرس الأمريكي لممارسة ضغط سياسي حقيقي على النظام البحريني لتجنب أي حملة قاتلة وسفك للدماء وقالوا إنها رسالة مفتوحة.

## الأحداث التي أدت إلى احتجاجات
بعد فترة وجيزة من أول بيان لحركة تمرد أعلنت حركة حق من أجل الحرية والديمقراطية دعمها لخطط الاحتجاج. قالت الحركة في بيان: «لندع يوم 14 أغسطس هو يوم التمرد ضد العصابة الحاكمة في البحرين». كما أيد ائتلاف شباب ثورة 14 فبراير الاحتجاجات ودعا إلى العصيان المدني لمدة 3 أيام. قال مجموعة من الشباب للمشاركين أيضا تجنب الاشتباك مع الشرطة. رحب علي سلمان الأمين العام لجمعية الوفاق الوطني الإسلامية الشيعية المعارضة خطط حركة تمرد بالقول: «نحن ندعم أي حركة سلمية في أي وقت ومن أي طرف. كل شخص لديه الحق في الاحتجاج والدعوة لاحتجاجات يوم 14 أغسطس يدل على أن الشعب البحريني لن يتوقف حتى تحقيق مطالبه». ومع ذلك فإن الوفاق لم تشارك في حركة حركة تمرد وألقوا اللوم عليهم بسبب اشتباكهم مع قوات الأمن. ستكون حركة سلمية ولكن أتوقع أيضا اشتباكات. أنا سأصلي من أجل عدم وجود ضحايا.
هربت الناشطة المسجونة زينب الخواجة رسالة من السجن تحث الناس على المشاركة في احتجاجات حركة تمرد وذكرت في الرسالة: "في 14 فبراير 2011 يتوجب على شعب البحرين النزول إلى الشارع للمطالبة بحقوقهم. 14 أغسطس هو يوم لحركة تمرد ويجب على الناس الخروج معهم بنفس القوة من أجل إرسال رسالة إلى العالم بأن النظام لم ولن يتراجع. والد زينب عبد الهادي الخواجة المسجون ألقى رسالة عبر محمد المسقطي من جمعية شباب البحرين لحقوق الإنسان دعا فيها حركة تمرد إلى السلمية يوم 14 أغسطس تحت شعار حق تقرير المصير. أعلن نبيل رجب وهو ناشط آخر لحقوق المسجونين دعمه لاحتجاجات حركة تمرد قائلا عبر حسابه في توتر الذي يتبعه أكثر من 211 ألف متابع: "أدعو حركة تمرد للتمرد ضد جميع القوانين التي تنتهك حقوق الشعب. ينبغي سن هذا القانون إلى تحقيق العدالة والمساواة بين الناس وحماية الحقوق".
في 13 يوليو حذرت وزارة الداخلية الانضمام لاحتجاجات 14 أغسطس التي وصفته بالمظاهرات والأنشطة التي تهدد الأمن بطريقة غير مشروعة. وقالت وزارة الداخلية أنها سوف تتعامل مع أي محاولة لزعزعة الأمن والاستقرار. وتحسبا لاحتجاجات 14 أغسطس كثفت وزارة الداخلية من الإجراءات الأمنية وزيادة حذر من أنه سوف يتم اتخاذ الإجراءات القانونية تجاه أولئك الذين يشاركون. وحذرت وزارة الداخلية:
انضم رئيس مجلس الوزراء إلى وزارة الداخلية في الإنذار ضد الاحتجاجات المخطط لها. حركة الوفاق المعارضة انتقدت التحذيرات وأكدت أن من حق الناس الاحتجاج سلميا. وهذا لن يحل الأزمة السياسية والحل هو في تلبية تطلعات الشعب من أجل الحرية والعدالة الاجتماعية والديمقراطية. جمعيات المعارضة أخرى مثل جمعية العمل الوطني الديمقراطي وجمعية التجمع القومي الديمقراطي انضمتا إلى الوفاق في التأكيد على الحق في حرية التعبير وحرية التجمع. الجمعيات المعارضة الرئيسية ألغت الاحتجاج الشامل المزمع في 14 أغسطس بسبب الوجود الأمني تخويف بكثافة في المنامة.
تفيد التقارير بأن حركة تمرد قد اكتسبت شعبية بين المعارضة منذ منتصف يوليو مما دفع سفارة الولايات المتحدة في المنامة في نهاية المطاف لإصدار تحذير لمواطني الولايات المتحدة لتجنب مناطق معينة في البحرين يوم 14 أغسطس. كانت المناطق المختارة في الغالب معاقل للمعارضة. ذكرت تقارير بأنه على مدى أسابيع كثفت الحكومة الغارات على المنازل واعتقلت أكثر من خمسمائة ناشط وكثير منهم كانوا ناموا خارج منازلهم لعدة أشهر تحسبا لمثل هذه الغارات.
قالت مريم الخواجة القائم بأعمال رئيس مركز البحرين لحقوق الإنسان بأن الغارات الليلية كانت تحدث طوال اليوم كما تواصل التعذيب الجسدي والنفسي والجنسي. وقالت: «منذ الإعلان عن مخطط الاحتجاج في 14 أغسطس فقد تم تصعيد شديد للغاية في الحملة الأمنية. احتجاجات حركة تمرد كانت جزءا لا يتجزأ من الاحتجاجات التي بدأت في 14 فبراير 2011». وفقا لناشطين وصل عدد المعتقلين إلى 400 خلال شهر رمضان (10 يوليو - 7 أغسطس) وتمت مداهمة أكثر من 100 منزل في المنامة وحدها.

### جلسة المجلس الوطني الطارئة
في 28 يوليو عقد المجلس الوطني جلسة استثنائية بناء على طلب من الملك حمد بن عيسى آل خليفة الذي قدم 22 توصية تدعو إلى تشديد العقوبات ضد الجرائم الإرهابية بما في ذلك تجريد المدانين بالتحريض أو ارتكاب مثل هذه الأفعال من جنسيتهم وتجميد حساباتهم المصرفية وكذلك فرض حظر على الاحتجاجات في العاصمة المنامة. التوصيات الأخرى شملت زيادة العقوبة على أي شخص نشر معلومات كاذبة عن البحرين في شبكات وسائل الإعلام الاجتماعية واتخاذ الإجراءات القانونية ضد جمعيات سياسية معينة التي تحرض وتدعم أعمال العنف والإرهاب واتخاذ جميع التدابير الممكنة لفرض السلام والأمن حتى لو كان ذلك يعني فرض حالة السلامة الوطنية.
يهيمن على المجلس الوطني أعضاء موالين للحكومة خصوصا بعدما قدم أعضاء المعارضة استقالاتهم في أوائل عام 2011 احتجاجا على قمع الحكومة. وفقا لقناة روسيا اليوم فإن الحكومة البحرينية غالبا ما تستخدم مصطلحي الإرهابيين أو البلطجية للإشارة إلى المحتجين واستخدمت تعريفات واسعة للإرهاب لاعتقال العشرات من المتظاهرين وإدانة عدد من قيادات المعارضة. قبل ذلك بأسبوع استخدمت الحكومة انفجار كذريعة لمنع عدة احتجاجات مناهضة للحكومة كان مخطط لها.
عقدت الجلسة بعد أسابيع من التصعيد في اشتباكات بين المتظاهرين وقوات الأمن التي شهدت استخدام القنابل من قبل جماعات متشددة واطلاق الغاز المسيل للدموع من قبل الشرطة وقال وزير العدل والشئون الإسلامية والأوقاف بأن الإرهاب يجب أن يقمع قبل أن تبدأ المصالحة الوطنية. وفقا لريم خليفة من وكالة أسوشيتد برس فإن الجلسة عقدت بسبب دعوة المعارضة لاحتجاجات كبرى في 14 أغسطس. قال خليل المرزوق من جمعية الوفاق بأن التوصيات غير دستورية وكانت الجلسة غطاء شعبي للسلطات من أجل إصدار مراسيم لها. قال اميل نخله أن الجلسة كانت مشهدا من السم وعرض مبتذل وإيماءة بلا حرج إلى زيادة الدكتاتورية. وأضاف أن أحد النواب أشار بالشيعة بأنهم كلاب وأن مخطط احتجاجات 14 أغسطس حددت موعد الجلسة.
قال بيل لاو من بي بي سي نيوز: «إذا نفذت التوصيات بالكامل ستعود البلاد إلى حالة الأحكام العرفية بشكل فعال». قال دبلوماسي غربي لم يذكر اسمه أن توقيت التوصيات جاء بسبب مخطط احتجاجات 14 أغسطس والعنف المتزايد. قال مارك جونز أن العديد من التوصيات نفذت بالفعل بتجريد واحد وثلاثون بحريني شيعي من أصول إيرانية من جنسيتهم في نوفمبر 2012 وكان هناك حظر بحكم الأمر الواقع على الاحتجاجات في المنامة منذ العام الماضي كما أدرج عدة أمثلة تمثل ما يسميه قوانين رجعية.
قالت مريم الخواجة أن الحكومة أعطيت الغطاء القانوني لممارساتها لعدة سنوات قادمة. من ناحية أخرى قال طارق الحسن رئيس الأمن العام بأن الجلسة كان تاريخية وأنه لا يوجد استهداف لمجموعة أو طائفة معينة بل تستهدف الإرهابيين والمحرضين وأضاف: «سيمر 14 أغسطس تماما مثل الأيام العادية من السنة وسوف لن يحدث شيء».
رحب الملك وولي العهد ورئيس مجلس الوزراء بتوصيات المجلس الوطني. أمر الملك بسرعة انفاذ التوصيات في حين طلب رئيس الوزراء من وزرائه بتنفيذ التوصيات على الفور أو مواجهة الطرد إذا ما تباطأوا. في 6 أغسطس أصدر الملك مرسومين بحظر جميع المظاهرات والاعتصامات والمسيرات والتجمعات العامة في المنامة باستثناء مكاتب الاعتصامات خارج المنظمات الدولية وسجن و/ أو الآباء وتغريمهم إذا تم العثور على أطفالهم القصر تحت 16 سنة يشاركون في الاحتجاجات في مناسبتين في غضون ستة أشهر. يسمح الدستور للملك بإصدار المراسيم الملكية التي تكون فعالة للتنفيذ مباشرة حتى أثناء عطلة مجلس النواب.
أعربت المفوضية السامية للأمم المتحدة لحقوق الإنسان عن قلقها إزاء التوصيات وتسليط الضوء على الحق في الجنسية ومطالبة حكومة البحرين بالامتثال الكامل لالتزاماتها الدولية في مجال حقوق الإنسان بما في ذلك احترام حرية التعبير والتجمع السلمي وقال المدير الإقليمي لمنظمة العفو الدولية: إن مراسيم الطوارئ الفاحشة انتهكت القانون الدولي ومحاولة مخزية للحظر تماما أي شكل من أشكال المعارضة وحرية التعبير في البلاد. إننا نخشى من أن هذه التدابير الصارمة سوف تستخدم في محاولة إضفاء الشرعية على عنف الدولة كما يجري التخطيط لاحتجاجات جديدة في 14 أغسطس. أشار المتحدث الرسمي باسم الحكومة البحرينية بأن يوجد زيادة في العنف أدى إلى وفاة شرطي وقال أن التوصيات عن محاولة للسيطرة على الوضع ومحاولة استقرار الحالة الأمنية الناس.
انتقد نديم حوري المدير الإقليمي لهيومن رايتس ووتش التوصيات ووصفتها بأنها مجموعة جديدة كاملة من القيود الصارمة التي من شأنها أن تخلق حالة جديدة من حالات الطوارئ. لقد تحدثت الحكومة كثيرا عن ضرورة تحقيق المصالحة الوطنية ولكن مرة أخرى فإنها تقوم بتدابير جديدة صارمة لقمع الاحتجاجات المشروعة وتقويض أي احتمالات لحوار ناجح. الاتحاد الدولي لحقوق الإنسان والمنظمة العالمية لمناهضة نددا بالتعذيب بشدة وانتقدوا ما أسموه الحملة المكثفة على المجتمع المدني البحريني. قال فريدم هاوس أن التوصيات تعتبر تهديدا جديدا خطيرا لحقوق الإنسان في البحرين وخاصة حرية التعبير والتجمع وأنها انتهكت معاهدة العهد الدولي الخاص بالحقوق المدنية والسياسية. قال رئيس البحرين أسوشيتيد برس أنها صفحة سوداء في تاريخ المجلس الوطني.

### حملة لفرض النظام
بعد ثلاثة أيام من الجلسة الاستثنائية للمجلس الوطني صعدت الحكومة حملتها واعتقلت المصور حسين حبيل وهو مدون ومحاميه واستمرت في رفض منح تأشيرات دخول لصحفيين أجانب. المدون المقبوض عليه محمد حسن تدخل لصالح الصحفيين الأجانب الذين يزورون البلاد ومحاميه عبد العزيز موسى اعتقل بعد نشره رسالة عبر تويتر بأن حسن تعرض لمعاملة سيئة في السجن. في 2 أغسطس اعتقل مصور ثاني وهو قاسم زين الدين. كتبت عدة منظمات حقوقية بحرينية رسالة مفتوحة في 6 أغسطس بالتشارك مع عدد من المنظمات غير الحكومية الدولية طالبين من منظمات غير حكومية دولية أخرى سؤال وسائل الإعلام الرئيسية حلفاء البحرين والأمم المتحدة بإيلاء اهتمام وثيق لمملكة البحرين خلال الأسبوع المقبل وخاصة في 14 أغسطس. جاء في الرسالة أن أوضاع حقوق الإنسان في البحرين تدهورت بسرعة خلال الأسابيع السابقة.
في 7 أغسطس منع حيدر العباسي مراسل قناة الجزيرة الإنجليزية من ركوب الطائرة المتجهة من قطر إلى البحرين. في 8 أغسطس اعتقل المصور الثالث أحمد الفردان لفترة وجيزة وتهديده وضربه من قبل شرطة يرتدون ملابس مدنية. في 9 أغسطس تم منع الناشطة الدنماركية من أصل بحريني لحقوق الإنسان مريم الخواجة من ركوب رحلة الخطوط الجوية البريطانية إلى البحرين بناء على طلب من الحكومة البحرينية. الخواجة كانت تخطط للبقاء في البحرين قبل وأثناء 14 أغسطس. في اليوم نفسه اعتقل أحد نشطاء المعارضة وهو محمد سند الماكنة من مطار البحرين الدولي أثناء محاولته الصعود على متن رحلة جوية إلى سري لانكا مع عائلته. اعتبرته منظمة العفو الدولية سجين رأي. أفاد ناشط أن 7 صحفيين كانوا مختبئين بسبب مداهمة المنازل.
في 8 أغسطس قال ائتلاف شباب 14 فبراير أنه جمع عشرات الآلاف من التوقيعات تطالب بالحق في تقرير المصير. في 10 أغسطس جدد رئيس الوزراء تحذيره ضد الاحتجاجات المزمعة خلال زيارة لجزيرة المحرق كما اتهم المتظاهرين بأنهم يريدون تغيير النظام وسحب البلاد إلى الفوضى والخراب وأن هذه الجزيرة سوف تحرق جميع أولئك الذين يسعون إلى العبث بأمنها واستقرارها. في نفس اليوم تم ترحيل مدرسة أمريكية من البحرين بسبب رسائلها الراديكالية وقالت وزارة الدولة لشؤون الاتصالات بأن إيرين كيلبرايد اتهمت بالعمل كصحفية غير معتمدة لمركز البحرين لحقوق الإنسان المحظور وجريدة السفير اللبنانية وبأن لها صلات مع حزب الله. واعتبر أن ما نشرته يعتبر تحريض على الكراهية ضد الحكومة وأعضاء العائلة المالكة. الخواجة من مركز البحرين نفت أن كيلبرايد تكتب لهم وقالت عن مزاعم بأنها صحفية لصالح جريدة السفير: هذا الخبر من اختلاقات الحكومة. حجبت السلطات البحرينية موقع bahrainaugust14.com على شبكة الإنترنت الذي يقدم تغطية للجدول الزمني للاحتجاجات خلال 24 ساعة من إطلاقه في 10 أغسطس. قال ناشط في مجال حقوق الإنسان أنه على الرغم من الحظر ونقاط التفتيش الأمنية إلا أن الاحتجاج عقد في المنامة في 10 أغسطس إلا أن الشرطة فرقتهم باستخدام القنابل الصوتية. من ناحية أخرى ذكرت وزارة الداخلية أن إرهابيين هاجموا دورية للشرطة في النعيم باستخدام الزجاجات الحارقة. ذكر موقع مرآة البحرين الإلكتروني أن جميع الإجازات في شهر أغسطس ألغيت من قبل العديد من الوزارات والهيئات الحكومية.
في 12 أغسطس قال ناشط في مجال حقوق الإنسان أن الشرطة أطلقت الغاز المسيل للدموع وقنابل الصوت على عدة احتجاجات مناهضة للحكومة وألقت القبض على تسعة متظاهرين. في اليوم نفسه أصدر رئيس الوزراء تحذير آخر ضد الاحتجاجات بعد اجتماع وزاري عاجل قائلا لهم بأن الحكومة ستواجههم بقوة وأن الحكومة ستعاقب الذين يقفون وراءها وذلك تمشيا مع توصيات المجلس الوطني. قال باتريك كوكبيرن من صحيفة ذي إندبندنت أن التحذير أظهر عصبية رئيس الوزراء تجاه الاحتجاجات. عقد رئيس الوزراء أيضا اجتماعا مع قائد درع الجزيرة وهي قوة مجلس التعاون لدول الخليج العربية المشتركة التي ساعدت في احكام الحملة الأمنية على الاحتجاجات في عام 2011. ذكرت وكالة أنباء البحرين أن رئيس الوزراء ترأس اجتماع رفيع المستوى حضره كبار المسؤولين لاجراء محادثات حول الترتيبات قبل الاحتجاجات. قال رئيس الوزراء لحكومته بأنهم في مرحلة حرجة في النضال إلى القضاء على الإرهاب.
في 13 أغسطس ذكر موقع مرأة البحرين على لسان ناشطين بأن قوات الأمن قامت بتثبيت الأسلاك الشائكة حول عدد من المناطق السكنية المتوقع أن تشهد احتجاجات كبيرة كما لو كانوا حبسوا هذه المناطق داخل أقفاص. ذكرت جمعية الوفاق أن السلطات حولت بعض المناطق إلى سجن كبير. ذكرت وكالة أسوشيتد برس أن الأسلاك الشائكة مع نقاط التفتيش انفصلت الأحياء الشيعية عن الطرق الرئيسية وقال شهود من رويترز أن قوات الأمن نشرت تعزيزات بما في ذلك عربات مدرعة ليلا. نشر مئات من شرطة مكافحة الشغب في دوار اللؤلؤة المهدوم بالقرب من ناقلات الجند المدرعة. قال المتحدث الرسمي باسم حركة تمرد حسين يوسف أنه سوف الاحتجاجات ستستمر على الرغم من حملة الحكومة وقال أن وزارة الداخلية نشرت بشكل مكثف قواتها من أجل المحافظة على الأمن والنظام وضمان تدفق سهل لحركة المرور.
في اليوم نفسه استدعت السلطات البحرينية السفير اللبناني في البحرين لتقديم شكوى ضد المؤتمر الذي عقدته حركة تمرد البحرين في بيروت. ذكرت وكالة أنباء البحرين أن المؤتمر دعا إلى العصيان المدني والاحتجاجات الجماهيرية. هناك عدد من السياسيين المعارضين البحرينيين والناشطين في مجال حقوق الإنسان يعملون في بيروت حيث يتمتعون بمزيد من الحرية وأضافت الوكالة أن السفير اللبناني قال أن حكومته لم تدعم المؤتمر وأنها لا ترغب في التدخل في الشؤون الداخلية البحرينية. في اليوم السابق انتقدت جمعية الأصالة الإسلامية السلفية لبنان لاستضافة المؤتمر.

### ردود الفعل قبل الاحتجاجات
أعرب مراسلون بلا حدود عن قلقهم إزاء ما وصفته بالطفرة الجديدة في المعاملة المسيئة للصحفيين في الفترة التي سبقت تجمع حركة تمرد الكبير. قالت منظمة غير حكومية مقرها فرنسا أن السلطات اعتقلت مدونين اثنين و3 مصورين في الأيام الأخيرة. تخطط السلطات لفرض تعتيم إعلامي على مظاهرة 14 أغسطس بسجن مستخدمي الإنترنت ومنع الصحفيين والمدافعين عن حقوق الإنسان من زيارة البحرين. أصدرت منظمة العفو الدولية بيانا يدعو حكومة البحرين للسماح لاحتجاجات يوم الأربعاء وأعرب عن خوفه من أن التشريعات الجديدة سوف تستخدم كغطاء قانوني لسحق الاحتجاجات السلمية. يتعين على السلطات البحرينية أن لا تتخذ إجراءات صارمة ضد الاحتجاجات الجماهيرية المناهضة للحكومة المقرر في يوم غد. أدانت منظمة غير حكومية مقرها في المملكة المتحدة أيضا اعتقال الصحفيين والمصورين والمدونين وغيرهم من الناشطين على شبكات التواصل الاجتماعي في الآونة الأخيرة باعتبارها خطوة لإسكات المنتقدين.
دحضت الحكومة البحرينية على لسان المتحدثة الرسمية باسم هيئة شئون الإعلام بشدة أي مزاعم لاعتقالات مستهدفة.
قال نيكولاس ماكغيهان من هيومن رايتس ووتش بأن تحضيرات الحكومة غير مبررة وغير ملائمة وغير متناسبة. السلطات البحرينية لها تاريخ قاتم في الآونة الأخيرة في استخدام القوة المفرطة والمميتة لقمع الاحتجاجات السلمية تليها اضطهاد المتظاهرين وحتى الأطباء الذين يعالجون جرحاهم. وصفت منظمة الحرية العالمية للتعبير التبادلي استعدادات السلطات البحرينية بأنها حملة وقائية على للاحتجاجات السلمية المخطط لها قبل أسابيع. قالت السفارة الأمريكية أنها ستغلق أبوابها في 14 أغسطس وقالت نصحت الأميركيين بتجنب السفر غير الضروري إلى البلاد. أمرت القاعدة البحرية الأمريكية في البحرين بحارتها في الأسطول الخامس الأمريكي بتجنب الذهاب إلى سوق المنامة مجمع البحرين سيتي سنتر ومجمع السيف حيث كان من المتوقع حدوث الاحتجاجات في هذه المناطق.

## الجدول الزمني

### 14 أغسطس
تم نشر أعداد كبيرة من قوات الأمن في المنامة وحلقت طائرات هليكوبتر في السماء. تم حراسة الطرق المؤدية إلى العاصمة وأقيمت نقاط التفتيش الأمنية المحاطة بالأسلاك الشائكة. ذكرت رويترز أن جميع المحلات التجارية كانت مغلقة في بعض القرى بينما بقيت معظم المحلات التجارية في المنامة مفتوحة بوجود كبير للشرطة في المنطقة وخاصة قرب باب البحرين. دعت حركة تمرد إلى إضراب عام وأجبرت المحال التجارية على الاغلاق في حين أصدرت غرفة تجارة وصناعة البحرين تحذيرا للشركات بعدم الاستجابة لدعوات الإضراب العام أو مواجه خطر المسائلة القانونية. قال ناشط أنه اعتقل ما لا يقل عن 3 أشخاص في المنامة. ذكرت وكالة أسوشيتد برس أن احتجاجات صغيرة وقعت في الصباح وأن معظم الشركات يبدو أنها أغلقت مما دفع جمعية الوفاق للمطالبة بانجاح الإضراب العام. ذكرت وكالة أنباء البحرين أن رئيس الوزراء قام بزيارة إلى مركز للتسوق في المنامة لتقديم ضمان للزائرين بأن العمل جاري كالمعتاد.
في الصباح الباكر تظاهر تقريبا 100 شخص بالخروج إلى الشارع في قرية سار غرب المنامة. قال شهود أن احتجاج المتظاهرين كان سلميا وكانوا يرددون شعارات مناهضة للحكومة ويلوحون بأعلام البحرين. قبل وصول قوات الأمن بقليل تفرق المتظاهرين سلميا. في قرية أخرى جنوب المنامة ذكرت وزارة الداخلية أن عامل آسيوي أصيب أثناء محاولة لفتح الطريق المسدود بعد الهجوم عليه بقنابل المولوتوف وذلك بعدما سدوا الطريق الرئيسي في المحرق مع وضع الإطارات المشتعلة. وصف كلا الحادثين بالإرهاب. خرجت احتجاجات أيضا في المالكية والجفير وسترة حيث تم تشكيل اعتصامات وسلاسل بشرية. ذكر بعض المتظاهرين بأنهم جلسوا أمام منازلهم ولكنهم تعرضوا أيضا لهجوم من قبل قوات الأمن. نشر شريط فيديو على موقع يوتيوب أظهر اعتقال وضرب الشرطة لرجلين اثنين كانوا يجلسون أمام منزلهم.
في قرية الشاخورة غرب المنامة اتهمت الشرطة مجموعة تتكون من 300 متظاهر بالاعتصام وراء الأسلاك الشائكة ثم تم تفريقه باستخدام الغاز المسيل للدموع. أظهرت صور رويترز الشرطة تقوم بضرب متظاهر معتقل بعد تفريق الاحتجاج. في كرانة وقعت اشتباكات مماثلة مع محتجين ألقوا قنابل المولوتوف في الظهر. لم يبلغ عن وقوع إصابات لكلا الحادثين. في وقت لاحق أفادت تقارير الشرطة في ضاحية السيف في المنامة بتطويقها باستخدام الأسلاك الشائكة تلاه رسالة فيديو عن طريق حسين يوسف يحثهم على تنظيم مسيرة هناك. ذكرت وكالة فرانس برس على لسان شهود عيان أن مئات المتظاهرين تجمعوا في عدة قرى شيعية وواجهتهم الشرطة بالغاز المسيل للدموع. قدم الناشطين والصحفيين المواطنين تغطية حية لأعمال العنف على إنستغرام وتويتر.
أشارت تقديرات منظمة حقوق الإنسان أولا أن نسبة الاقبال بلغت آلاف. ذكرت جمعية الوفاق أنه تم إجراء أكثر من 60 مسيرة في 40 منطقة مختلفة على مدار اليوم. قدرت قناتا يورونيوز والجزيرة الإنجليزية عدد الاحتجاجات ب 60 وذكرت أنها كانت في الغالب سلمية. ذكر يوسف المحافظة من مركز البحرين لحقوق الإنسان أن السلطات اعتقلت 20 متظاهرا من بينهم 5 نساء وقاصر وقال أن نسبة المشاركة في احتجاجات بلغت آلاف على الرغم من حملة الترهيب والأسلاك الشائكة المحيطة بالقرى. قالت وزارة الداخلية أن سائقة اعتقلت مع رفاقها عندما حاولت دهس شرطي. وأضاف وزارة الداخلية أنها اعتقلت 20 شخصا من بينهم 8 هاربين. ذكرت جمعية الوفاق أن عدد من المقبوض عليهم كان 23 وأطلق سراح 4 منهم لاحقا. ذكرت تقارير لجمعية شباب حقوق الإنسان أنه حدثت بعض الإصابات في كرزكان ودمستان. قال المركز أنه تم جرح 10 بسبب استنشاق الغاز المسيل للدموع في حين قالت جمعية الوفاق شخصين اثنين في حالة حرجة.
اتهم مركز البحرين الحكومة باستخدام كميات كبيرة من الغاز المسيل للدموع لتفريق أي شخص يتجه نحو الشارع. قالت الخواجة كان من الصعب جدا على المتظاهرين التحرك من قراهم إلى الشوارع الرئيسية بسبب الأسلاك الشائكة التي أقيمت في الليلة الماضية. اتهم مركز البحرين أيضا الحكومة بإيفاد مرتزقة من باكستان والأردن لمساعدة قوات الأمن في الحملة الأمنية ولكن من الصعب اثبات هذا الأمر بسبب ارتداء قوات الأمن للأقنعة. ذكرت وكالة أسوشيتد برس ووكالة فرانس برس أن الانتشار المكثف لقوات الأمن نجح في منع احتجاجات واسعة النطاق في المنامة وبدلا من ذلك اقتصر المظاهرات على أحياء متفرقة في جميع أنحاء المدينة.
أصدرت جمعية الوفاق بيانا اتهمت فيه السلطات بقطع الاتصال بالإنترنت في عدد من المناطق. وأضاف البيان أن الأجهزة الشخصية لبعض المواطنين تم القطع الانتقائي لها. قالت جمعية وعد العلمانية اليسارية أنه تم حظر تطبيقات المراسلة الفورية مثل واتس آب من قبل شركة فيفا البحرين للاتصالات. شكا العديد من المواطنين أيضا من فقدان الاتصال بالإنترنت لعدة ساعات في مواقع مختلفة خلال اليوم وقالوا أن القطع كان في وقت ظهور المظاهرات. سابقا في فبراير عام 2011 عندما بدأت الاحتجاجات حدث موقف مشابه بجعل سرعة الإنترنت إما بطيئة أو مقطوع تماما. قالت شركات الاتصالات السلكية واللاسلكية أنه توجد مشكلة بسبب الحمل الزائد على شبكات الإنترنت.
وصف رويترز أن الاحتجاجات كانت تصعيد لحملة عمرها عامين وونصف. أفادت بأنه جرت احتجاجات في الصباح وانتهت بسلام بينما في المساء حدثت اشتباكات بين المحتجين والشرطة. قام البحرينيين في لندن بتنظيم احتجاج صغير ولكن بصوت عالي من السفارة البحرينية إلى داوننغ ستريت. انتقد المحتجون المملكة المتحدة على الاستمرار في توقيع صفقات الأسلحة مع البحرين على الرغم من انتهاكات حقوق الإنسان وبدلا من تحدي البحرين في مجال حقوق الإنسان فإنها تدعم حكومتنا إنها وصمة عار. تم استهداف مواقع وزارية من قبل قراصنة مجهولون.

### 15 و16 أغسطس
ذكر موقع مرآة البحرين أنه في صباح 15 أغسطس منع المتظاهرين من النزول إلى الشوارع الرئيسية وفي فترة بعد الظهر اشتبكوا مع الشرطة بعد عقد اعتصامات في عدد من القرى وذلك استجابة لدعوة ائتلاف شباب ثورة 14 فبراير. خططت حركة تمرد للقيام باحتجاجات في المنامة في 16 أغسطس بما في ذلك تظاهرة سيارة ولكن قبل ساعات قليلة من وقت البدء ألغيت. انتشرت قوات الأمن بكثافة في المنامة تحسبا للاحتجاجات.
خرج مئات المتظاهرين في العديد من القرى الشيعية إلى الشارع ليلا بعد دعوة ائتلاف شباب ثورة 14 فبراير ودعوا إلى إسقاط النظام الملكي وهتفوا يسقط حمد قبل أن الاشتباك مع قوات الأمن. أطلقت الشرطة الرصاص والغاز المسيل للدموع وقنابل الصوت ردا على إلقاء المحتجين الحجارة والزجاجات الحارقة عليهم. قال المحافظة بأنه تم تنظيم مظاهرات في في المنامة والديه وسماهيج من دون حدوث أي إصابات. ذكرت وزارة الداخلية أنها اعتقلت أعضاء مجموعة ارهابية في قرية بني جمرة غرب العاصمة المنامة. قال شهود عيان من بني جمرة بأن المعتقلين ضربوا بشدة قبل الاعتقال وواحد منهم كان مصابا بفقر الدم المنجلي وتم نقله بواسطة سيارة إسعاف.

## ردود الفعل
أشاد حسين يوسف المتحدث الرسمي باسم حركة تمرد باستجابة المتظاهرين ودعا إلى مزيد من الاحتجاجات في يومي الخميس والجمعة وقال أنهم يعتزمون تنظيم المزيد من الاحتجاجات في الأسابيع القادمة. قال يوسف: "أجاب العديد منهم إلى دعوات الخروج والاحتجاج اليوم وحولت الحكومة البحرين إلى ثكنة عسكرية في محاولة لعزل القرى لمنع الناس من الوصول إلى مواقع الاحتجاج. أشاد علي سلمان من جمعية الوفاق باحتجاجات حركة تمرد وقال أنهم سجلوا المزيد من النجاح المتوقع عن طريق لفت اهتمام وسائل الإعلام والحفاظ على الهدوء كما أعرب عن ارتياحه عن العدد القليل من الضحايا وعدم وجود حالة وفاة. انتقد بريان ج. دولي من منظمة حقوق الإنسان أولا الحكومة بسبب ردها على الاحتجاجات التي قال أنها تعكس مستويات متزايدة من الإحباط الذي يشعر به الكثيرون في البحرين في غياب أي إصلاح حقيقي. وقال ما حدث اليوم يؤكد المخاوف من أن حكومة البحرين عازمة على سحق أي شكل من أشكال المعارضة.
قللت وكالة أنباء البحرين التي تديرها الحكومة من تأثير الاحتجاجات قائلة بأنه يوم عمل معتاد في البلاد. البحرينيين والمغتربين ذهبوا للعمل يوم الأربعاء مثل أي يوم آخر في تحد لدعوات من جانب جماعات المعارضة الراديكالية بإغلاق الطرقات والاعتداء على الممتلكات. قال النقاد بأن الاحتجاجات فشلت حيث كانت معظم الشوارع فارغة. قال عبد الله الجنيد من تجمع الوحدة الوطنية الموالي للحكومة أن رجل الدين الشيعة عارضوا حركة تمرد وقالوا بأن فكرتهم ولدت ميتة. أعربت الولايات المتحدة عن قلقها إزاء احتمال اندلاع أعمال عنف وقال المتحدث الرسمي عن وزارة الخارجية الأمريكية: «نحن لا نزال قلقين للغاية بشأن استمرار حوادث العنف في البحرين وبطبيعة الحال مع إمكانية حدوث العنف وسوف نحث جميع الأطراف على إداة العنف بشدة والمساهمة في تعزيز مناخ الحوار والمصالحة. نحن ندعم حق الأفراد في التجمع السلمي وحرية التعبير».

## التحليل
قبل الاحتجاجات قال ائتلاف شباب ثورة 14 فبراير أنه من المرجح أن تكون هذه السنة الأكثر أهمية منذ أكثر من عام. قال سعيد الشهابي من حركة أحرار البحرين ومقرها لندن أن حركة حركة تمرد تجديد لثورة البحرين المنسية. أعرب منصور الجمري رئيس تحرير صحيفة الوسط المعارضة السابق عن تشاؤمه حول الوضع قائلا أن الحالة متقلبة جدا ونحن قد نكون متجهين نحو فترة قاسية جدا. كان مارك جونز أيضا متشاؤما حيث قال: "من غير المرجح أن احتجاجات حركة تمرد ستصل إلى أي شيء خاصة أن السلطات البحرينية قد أمضت العامين الماضيين في قصم ظهر حركة المعارضة. وفي عام 2011 تم اعتقال الآلاف وقتل العشرات وتعذيب العشرات. قال أشلي ليندسي من ستراتفور أن احتمال وصول الاحتجاجات إلى المنامة منخفضا بسبب خبرة قوات الأمن.
تكهن الكاتب أفشين راتانسي من قناة روسيا اليوم أنه إذا تمت المواجهة ما بين المتظاهرين مع عنف الدولة فلا يمكن الاستمرار بالنسبة للنشطاء البحرينيين في استخدام الوسائل السلمية لطلب التغيير الديمقراطي ويمكن أن تجعلهم يلجئون إلى الكفاح المسلح كما حدث في جنوب أفريقيا بالنسبة إلى نظام أبارتايد بقيادة نيلسون مانديلا باستخدام تكتيكات مسلحة بعد فشل الاحتجاجات السلمية لإحداث التغيير. كتب جان شاؤول أن التوقيت المتزامن للحملة في البحرين ومصر لم يكن من قبيل الصدفة وأظهرت الأدلة أنه تم التنسيق لها من قبل مجلس التعاون لدول الخليج العربية.
كتب كين هانلي أن العنف السياسي في مصر مما لا شك فيه يطغى على أي تدابير قمعية ضد الاحتجاجات في البحرين. كتب علاء الشهابي في فورين بوليسي أن اختيار يوم الاستقلال من قبل حركة تمرد يجب أن يفهم على أنه محاولة للحصول على السيادة الكاملة الحقيقية في مواجهة كتاب النفاق المنظم لستيفن د. كراسنر (1999): «المفارقة أنه على الرغم من أن هناك تفاهم غير رسمي أن الدول ذات سيادة فإنها يمكن أن تكون لا تزال تخضع لتدخل مستمر». قال تشاتام هاوس أن احتجاجات حركة تمرد لم تنجح لتكرار السيناريو المصري لأن الجيش في البحرين لا يلعب نفس الدور والعديد من الأجهزة الأمنية لا تضم بحرينيين شيعة لذلك لم تحدث نفس النتيجة. قال مطر مطر من جمعية الوفاق أنه حتى لو شارك الآلاف في احتجاجات حركة تمرد فإن الوضع سيبقى هو نفسه طالما واصلت الولايات المتحدة دعمها لما وصفه بأنه الشعور بالتضامن مع النظام الاستبدادي في البحرين.
كتب حسن طارق الحسن من صحيفة غلف نيوز بأن احتجاجات حركة تمرد في 14 أغسطس فشلت في الارتقاء إلى مستوى التوقعات وقال إن أحد الأسباب الرئيسية التضارب بين تعليمات حركة تمرد وتعليمات ائتلاف شباب ثورة 14 فبراير. قال علاء الشهابي أن الاجراءات الامنية جعلت من المستحيل جسديا لأعداد كبيرة التجمع في مكان واحد. في أعمدة الرأي في جريدة الوسط قال جميل المحاري أنه من غير المناسب الحديث عن فشل أو نجاح الاحتجاجات وبدلا من ذلك فإن النجاح الحقيقي هو انهاء الاحتجاجات في البحرين عندما يستمع الجميع إلى صوت العقل وعندما نصل إلى حلول متوافقة وعند استعادة اللحمة الوطنية وعندما يشعر الناس أنهم متساوون أمام القانون وأنهم جميعا مواطنون من الدرجة الأولى.